# Ernst Russ (Reeder)
Ernst Günther Russ (* 4. Dezember 1867; † 18. November 1957) war ein deutscher Reeder und Gründer der Ernst Russ Reederei.

## Werdegang

### Anfänge

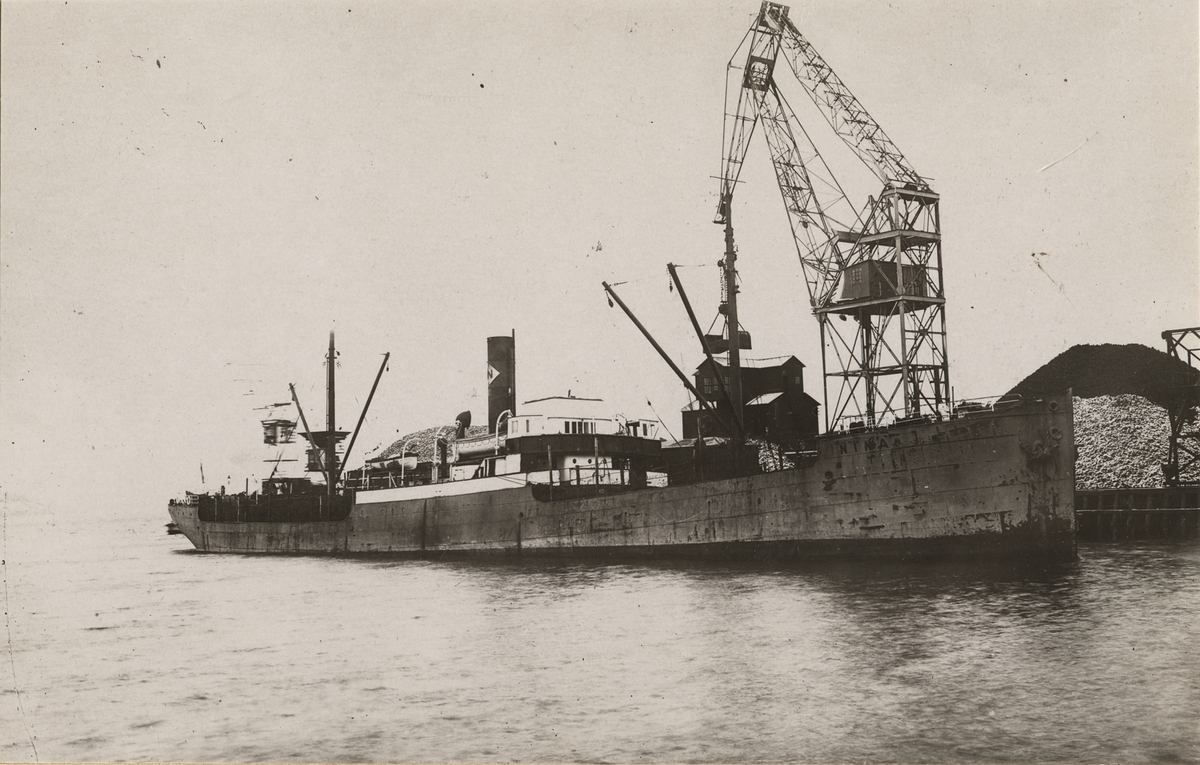
Die 1899 gebaute Martha Russ unter ihrem späteren Namen Nina

Russ kam nach einer Lehre in Flensburg nach Hamburg. In der Hamburger Spedition von Essen & Jacoby baute er eine Frachtabteilung auf und erhielt nach kurzer Zeit Einzelprokura. 1892 wurde Ernst Russ Eigner des 665-BRT-Dampfers Falke. Das Schiff ging bereits ein Jahr später verloren. In diesem Jahr 1893 machte Ernst Russ sich selbstständig und wurde als „Ernst Russ Schiffsmakler“ im Hamburger Handelsregister eingetragen. Die anfängliche Grundlage seines Unternehmens war die Vertretung der Flensburg-Stettiner Dampfschifffahrts-Gesellschaft, die einen Liniendienst von Hamburg nach Finnland unterhielt. Die Agentur entwickelte sich nach der 1895 erfolgten Eröffnung des Kaiser-Wilhelm-Kanals rasant und Russ wurde Agent für weitere Linien der Ostseefahrt.
Ernst Russ heiratete 1898 und als einziges Kind des Ehepaares Russ kam 1899 die Tochter Tilly zur Welt. In diesem Jahr eröffnete Russ eine Reedereiabteilung und kaufte den 1870 gebauten Frachtdampfer Secunda (639 BRT) auf Rechnung einer Partenreederei. 1899 erhielt er den Neubau Martha Russ von der Rostocker Werft AG Neptun mit 2.009 BRT. Weitere Frachtdampfer folgten und 1914 fuhren 16 Schiffe unter der Flagge von Ernst Russ. Vier Dampfer gingen verloren und zwei Schiffe mussten an die Siegermächte des Ersten Weltkriegs abgeliefert werden.

### Zeit nach dem Ersten Weltkrieg

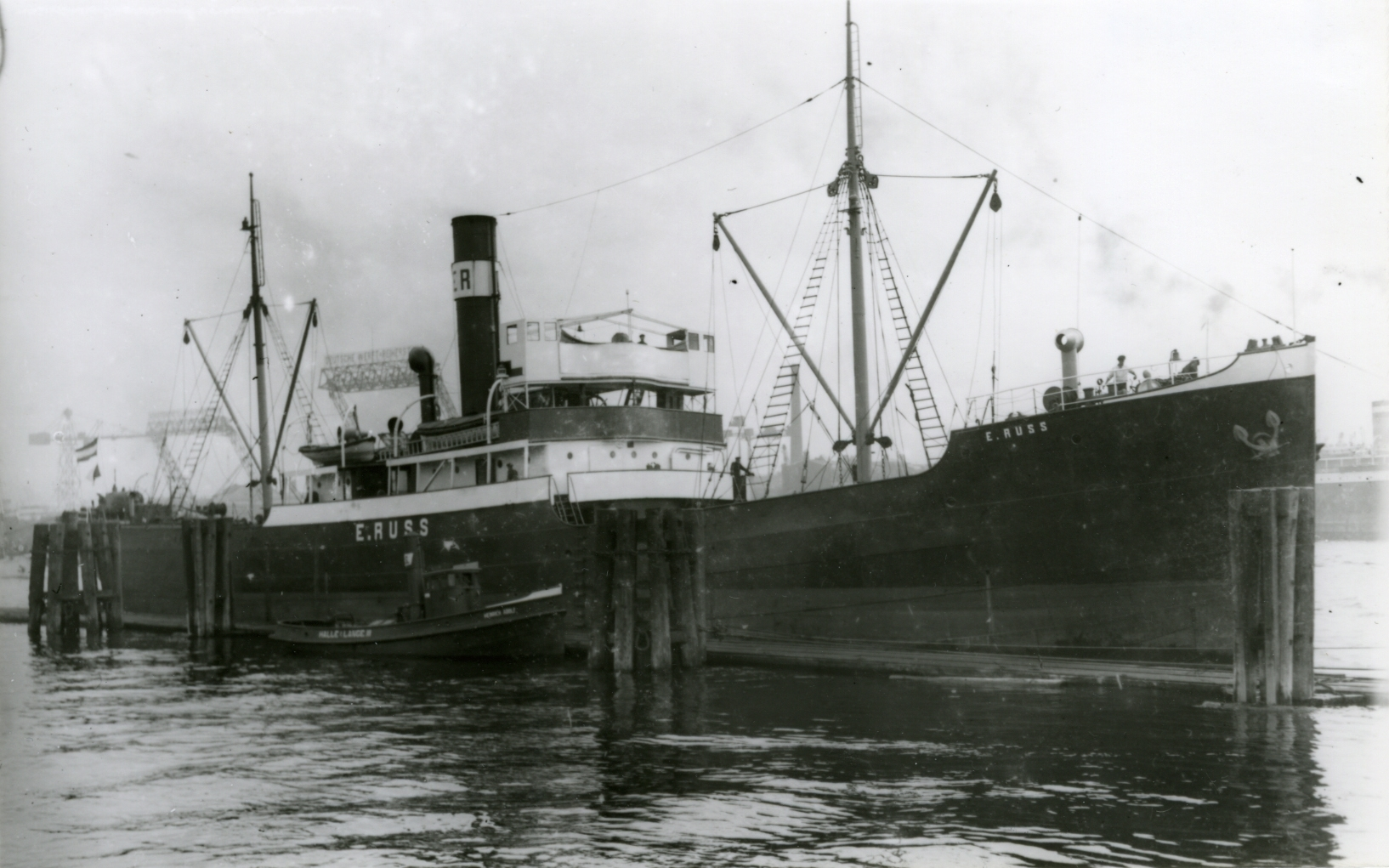
Die 1919 in Stettin gebaute E. Russ

Der 787 BRT-Dampfer Sylt war 1919 der erste Nachkriegszugang und die Nr. 19 in der Schiffsliste der Reederei Russ. Die E. Russ war das Typschiff eine Serie von insgesamt sieben Frachtdampfern mit 1.000 BRT (1.535 tdw) von den Stettiner Oderwerken. Diese für die Ostseefahrt bestimmten Schiffe wurden bis 1922 abgeliefert. Danach folgte eine Dreierserie ebenfalls von den Stettiner Oderwerken, die mit 1.175 BRT vermessen waren und 2.000 tdw tragen konnten.
Seit 1922 wurde Ernst Russ von seinem Schwiegersohn Paul Lorenz-Meyer in der Geschäftsleitung unterstützt. Ab 1926 nahm er seinen Bruder Christian Wilhelm Russ als Partner auf, der nach einer Werftlehre zum Maschinenbauer bei der Flensburger Schiffbau Gesellschaft zur See gefahren war. Er übernahm die technische Betreuung der Schiffsflotte. 1933 wurde Dr. Riensberg Partner, der seit 1923 als Syndikus bei Ernst Russ arbeitete. Riensberg baute die Agentur zu einer der größten Hamburger Linienagenturen aus.
1934 wurde von der Hapag die Svenska Linie mit vier unter schwedischer Flagge fahrenden Frachtern erworben, die kurz darauf weiterverkauft wurden. Ernst Russ übernahm von der Hapag die Hamburg-Rhein-Linie mit fünf Schiffen. Von den Flender-Werken kamen mit der Düsseldorf als Typschiff vier Neubauten als Motorschiffe für diesen Rhein-See Dienst. Sie waren mit 1.250 BRT vermessen, trugen 1.400 tdw und hatten klappbare Masten sowie niedrige Aufbauten. 1935 wurde die Agentur der Deutschen Levante-Linie übernommen, wodurch auch das Mittelmeer zum Einzugsgebiet für Schiffe unter Russ-Flagge wurde.
1937 und 1938 kam je ein Neubau mit 2.957 BRT und 4.200 tdw von der Flensburger Schiffbau-Gesellschaft, der sich besonders gut für die Holzfahrt eignete. Sie wurden zum Antrieb mit Dreifach-Expansionsmaschinen und Abdampfturbinen mit einer Nennleistung von 2.000 PSi ausgestattet, die von der Bauwerft hergestellt wurden. Ab 1939 wurde die Finnland-Fahrt gemeinsam mit H. M. Gehrkens und dem finnischen Reeder Antti Wihuri durchgeführt. Weitere Planungen wie der Einstieg in die Tankschifffahrt, ein 15.000 tdw-Tanker war bei der Deutschen Werft bestellt, fielen dem Kriegsbeginn zum Opfer.
Beim Ausbruch des Zweiten Weltkrieges fuhren 37 Frachter unter der Russ-Flagge, davon wurde 14 Schiffe versenkt bzw. gingen verloren. 20 Schiffe mussten abgeliefert werden. Von den verbliebenen war die 1907 gebaute Christian Russ im Hamburger Hafen gesunken. Die Schwester Helene Russ (1) und der Motorfrachter Norderney waren der Reederei verblieben.

### Dritter Aufbau der Reederei
Mit 78 Jahren ging Ernst Russ unterstützt von seinen Mitarbeitern zum dritten Mal an den Wiederaufbau. 1949 wurde der Frachtdampfer Gisela Russ, 1919 als Zarembo gebaut, mit 5.720 BRT und 7.632 tdw als das erste Ankaufschiff nach dem Krieg und 61. Schiff der Reederei übernommen. Es wurde jedoch nach drei Jahren zum Abbruch an Walter Ritscher in Harburg verkauft.
Die ersten Neubauten nach dem Krieg 1950/51 waren sogenannte Potsdamschiffe mit 1.480 BRT, 2.830 tdw und einer 1.200-PSi-Doppelverbundmaschine mit Abdampfturbine. Die Neubauten Martha Russ (3) und Tilly Russ (2) kamen von der Flender-Werft und die E. Russ (3) von den Hamburger Howaldtswerken. Ebenfalls von der Flender-Werft kam 1951 die Reinhart Lorenz Russ und von der Deutschen Werft die Burg Sparrenberg (4.142 BRT, 7.200 tdw), die später von Rudolf A. Oetker als Korrespondentreeder betreut wurde. Von der Deutschen Werft wurde 1953 auch das Schwesterschiff Anita an Ernst Russ geliefert. Typschiff dieser erfolgreichen Serie war die 1952 an Reederei Komrowski abgelieferte Vulkan.
Weitere elf Schiffe folgten, bis 1953 mit der Ernst G. Russ die bereits vor dem Krieg geplante Tankschifffahrt aufgenommen werden konnte. Es war das zweite Schiff einer erfolgreichen Serie der Deutschen Werft von insgesamt elf Schiffen mit 12.880 BRT und 18.300 tdw. Mit 7.200 PS lief der Motortanker die Nenngeschwindigkeit von 15,8 Knoten. Der von Ernst Russ bereederte Tanker Julius Schindler für die wieder gegründete Tankreederei Julius Schindler war das letzte Schiff dieser Serie. 1955 erhielt die Reederei den Motorfrachter Wolfgang Russ (2.963 BRT, 5.330 tdw) von der Flender-Werft und 1957 von der Werft Nobiskrug mit der Nanni Russ und Helga Russ (1.373 BRT, 2.200 tdw) zwei Frachter für die Finnlandfahrt. Deutlich größer waren die Motorfrachter Christian Russ von Flender und Johannes Russ (10.060 BRT, 15.000 tdw) von der Deutschen Werft. Sie wurden für den Autotransport eingesetzt. Die Ablieferung des ersten dieser sehr großen Zwischendeckfrachter am 18. September 1957 erlebte Ernst Russ noch; er starb am 18. November 1957 wenige Tage vor seinem 90. Geburtstag und hinterließ seinen Nachfolgern ein gut gehendes Schifffahrtsunternehmen.

### Ernst Russ heute
2016 übernahm HCI Capital die Hamburger Ernst Russ Reederei und die Mehrheit der Anteile des Emissionshauses König & Cie. Im Juni 2016 beschloss das Unternehmen HCI Capital in Ernst Russ AG umzufirmieren. Mit Eintragung vom 25. Juli 2016 wurde die Umfirmierung abgeschlossen und die Ernst Russ AG, vormals HCI Capital AG, ist heute ein bankenunabhängiges, börsennotiertes Finanzdienstleistungsunternehmen mit Schwerpunkt Vermögensverwaltung- und Investmentmanagement in der maritimen Wirtschaft. Das Unternehmen hat Standorte in Hamburg, Bremen und Düsseldorf.